# Gros nez

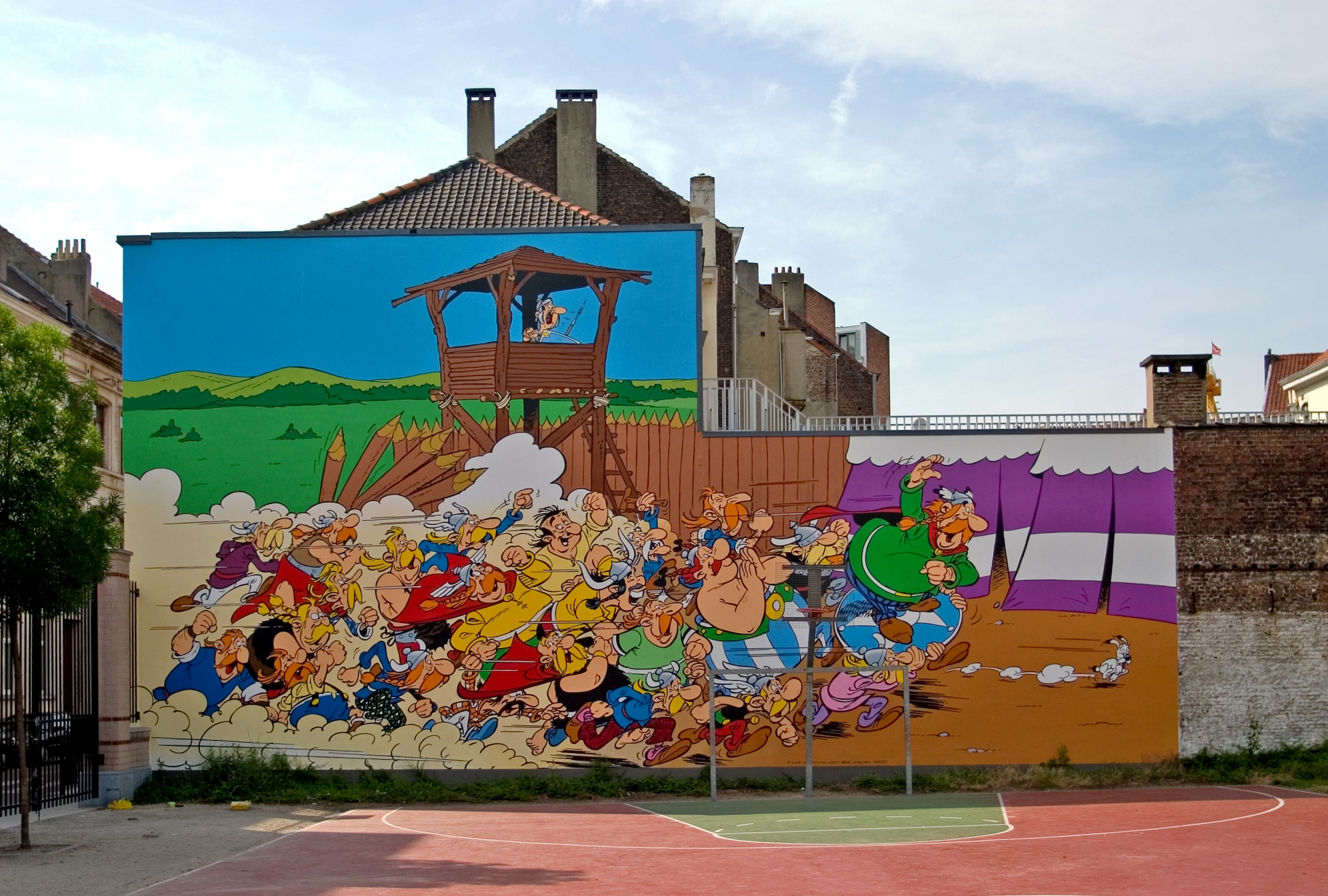
Personnages de la BD Astérix, dont les nez sont exagérément grands, peints sur un mur à Bruxelles

Le gros nez est une caractéristique physique assez typique de l'école belge enfantine,,,. Cette caractéristique admet l'auto-parodie. En effet, en bande dessinée, on peut définir une œuvre par son format, son style de dessin et son genre narratif. 
Il arrive que l'on nomme aussi, de façon à simplifier, un style de dessin par le nom du pays d'origine, ou de ce que l'on appelle communément une « école ».
Ainsi, en Belgique, lorsque sont apparus, au début des années 1950, des dessins dont les personnages étaient proches de la caricature, on classa ceux-ci dans le style humoristique. Le terme de « gros nez » apparut avec notamment la bande dessinée Astérix ou encore Spirou et Fantasio.
Entre eux, certains auteurs adoptèrent le terme d’« école belge » ou « gros nez »,, pour désigner un style de dessin proche de ce qui se faisait en Belgique, comme Spirou ou Gaston Lagaffe.
Les auteurs qui illustrent le mieux l’« école belge » :
- Franquin (Spirou, Gaston Lagaffe),
- Jean-Claude Fournier (Spirou),
- Pierre Seron (les Petits Hommes),
- Janry (Spirou, Le Petit Spirou).

Le personnage Achille Talon est célèbre pour son gros nez, et un album est titré Achille Talon a un gros nez. Frank Margerin utilise aussi ce style dans Lucien, par exemple.